# OKD (przedsiębiorstwo)
OKD, a.s. (do 1991 Ostravsko-karvinské doly – Kopalnie Ostrawsko-Karwińskie) – czeskie przedsiębiorstwo z siedzibą w Karwinie funkcjonujące w branży górniczej. Obecnie jest to jedyny producent węgla kamiennego w Czechach.
Prowadzi wydobycie w kopalniach głębinowych w południowej części Górnośląskiego Zagłębia Węglowego – w rejonie ostrawsko-karwińskim. Firma zajmuje się poszukiwaniem, wydobyciem, obróbką, uszlachetnianiem i sprzedażą węgla kamiennego z niską zawartością siarki i innych domieszek. Jest właścicielem m.in. spółki KARBONIA PL eksploatującej pozostałości KWK Morcinek.
Początek OKD to rok 1945, kiedy upaństwowionych i skonsolidowanych zostaje 6 przedwojennych spółek, do których należało łącznie trzydzieści kopalni w Ostrawsko-Karwińskim Zagłębiu Węglowym, jak również inne zakłady przemysłu ciężkiego. Obecnie spółka zarządza pięcioma czynnymi kopalniami o rocznym wydobyciu ok. 13 milionów ton. Są to:
- ČSM (na obszarze Stonawy, Karwiny, Olbrachcic i Kocobędza)
- ČSA (Karwina (Doły) i Dąbrowa)
- Darkov (Karwina (Darków), Stonawa, Sucha Górna i Olbrachcice)
- Lazy (Orłowa i Karwina)
- Paskov (na obszarze morawskich gmin na południe od Ostrawy).

W kopalniach OKD zatrudnionych jest wielu Polaków, głównie mieszkańców nadgranicznych powiatów w tym wodzisławskiego i cieszyńskiego oraz miast m.in. Cieszyna, Żor i Wodzisławia Śląskiego.